# Ензини (Форли-Чезена)
Ензини (итал. Ensini) је насеље у Италији у округу Форли-Чезена, региону Емилија-Ромања.
Према процени из 2011. у насељу је живело 13 становника. Насеље се налази на надморској висини од 593 м.